# VdB 90
vdB 90 est une nébuleuse par réflexion visible dans la constellation du Grand Chien.
Elle est située à l'extrémité ouest de la nébuleuse de la Mouette, une région H II où se produisent les phénomènes de formation d'étoiles. Sa position est à environ 2° ENE de θ Canis Majoris, une étoile orange de quatrième magnitude. L'étoile chargée d'éclairer les gaz du nuage est HD 52942, une étoile double composée d'une étoile de séquence principale blanc-bleu et d'une étoile sous-géante, toutes deux de classe spectrale B, qui donnent à la poussière environnante une couleur bleuâtre caractéristique. Les deux étoiles de la paire s'éclipsent avec une période d'environ 1,27 jours, provoquant une diminution de la magnitude totale du système de 8,05 à 8,44 lors de l'éclipse principale. Étant une variable à éclipse, l'étoile a également un acronyme d'étoile variable, FZ CMa. En réalité, une troisième étoile appartient également au système, puisque les masses calculées pour les deux étoiles principales seraient trop petites pour deux étoiles de classe B. La mesure de parallaxe, égale à 1,22 minute d'arc, correspond à une distance d'environ 820 pc (∼2 670 al), à proximité de la nébuleuse de la Mouette, avec laquelle elle est physiquement liée, et à l'association OB Canis Major OB1, située en moyenne à une distance légèrement plus élevée que l'étoile HD 52942 en serait membre, bien qu'elle se soit formée lors d'un épisode de formation d'étoiles antérieur à celui qui a donné naissance à l'association.